# Thomas Sutherland (banquier)
Pour les articles homonymes, voir Sutherland.
Thomas Sutherland (né à Aberdeen en 1834 - mort à Londres le 1er janvier 1922) est un banquier écossais, fondateur de la banque HSBC.
Thomas Sutherland fut le surintendant à Hong Kong de la Peninsular and Oriental Steam Navigation Company (P&O). Il devint le premier président de l'Hong Kong and Whampoa Dock en 1863, et fonda à Hong Kong en 1865 la Hongkong and Shanghai Banking Corporation, membre fondateur du groupe HSBC.
La Sutherland Street dans Sheung Wan à Hong Kong porte son nom.